# Ludon-Médoc
Ludon-Médoc is een gemeente in het Franse departement Gironde (regio Nouvelle-Aquitaine). De plaats maakt deel uit van het arrondissement Bordeaux. Ludon-Médoc telde op 1 januari 2022 5.466 inwoners.

## Geografie
De oppervlakte van Ludon-Médoc bedroeg op 1 januari 2022 18,69 vierkante kilometer; de bevolkingsdichtheid was toen 292,5 inwoners per km².

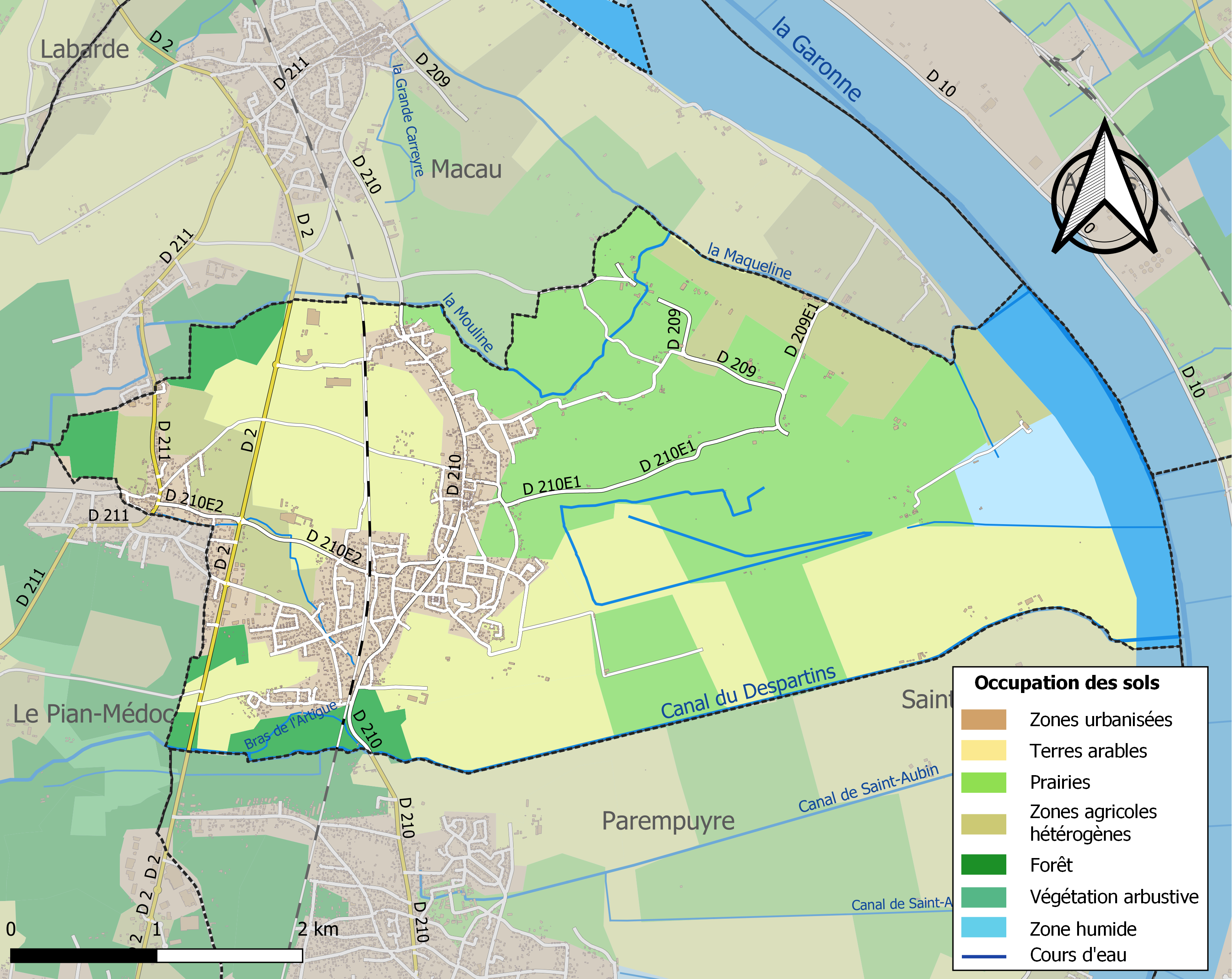
Kaart van de gemeente met belangrijkste infrastructuur, bodemgebruik en omliggende gemeenten

## Verkeer
In de gemeente ligt de spoorweghalte Ludon.

## Demografie
Onderstaande figuur toont het verloop van het inwonertal (bron: INSEE-tellingen).